# Kurt Brennecke
Karl Albert Kurt Brennecke (16 de diciembre de 1891, Ringelheim, Harz, Alemania - 30 de diciembre de 1982, Bonn) fue un militar alemán que combatió en la Primera y Segunda Guerra Mundial, alcanzando el grado de General de Infantería.
Entre los años 1910 y 1911 estudió y se graduó como oficial de infantería en la Escuela de Candidatos de Oficiales de Metz. En 1912 es destinado como subteniente al Regimiento de Infantería 15. Con ese regimiento combatió en el frente occidental en la Primera Guerra Mundial.
En el año 1930 se recibe como oficial de estado mayor. 
En 1935 es promovido a coronel.
En 1938, como brigadier general fue asignado como Jefe de Estado Mayor al comando del sexto Grupo de Ejército de Hannover.
Al inicio de la guerra, fue transferido al 4.º Ejército como Jefe de Estado Mayor. Luego de las campañas de Polonia y Francia, en las cuales participó, fue asignado en octubre de 1940 al Grupo de Ejércitos C (Norte) en el frente del este.
El 1 de febrero de 1942 fue promovido a general de infantería y a fin de ese mes fue transferido al frente del este como comandante del XLIII Cuerpo de Ejército. 
En junio de 1943 regresó a Alemania para hacerse cargo de la dirección de la escuela de comando de generales. Ese puesto lo mantuvo hasta que fue capturado en Tirol por los norteamericanos en 6 de mayo de 1945 hasta el año 1948. 

## Condecoraciones
Brennecke recibió las siguientes condecoraciones:
- Cruz de honor para combatientes, 1914-1918. Otorgada el 30 de enero de 1935.
- Medalla por servicio prolongado 4.ª clase, 4 años. Otorgada el 2 de octubre de 1936.
- Medalla por servicio prolongado 3.ª clase, 12 años. Otorgada el 2 de octubre de 1936.
- Medalla por servicio prolongado 2.ª clase, 18 años. Otorgada el 2 de octubre de 1936.
- Medalla por servicio prolongado 1.ª clase, 25 años. Otorgada el 2 de octubre de 1936.
- Medalla conmemorativa del 13 de marzo de 1938. Otorgada el 18 de abril de 1939.
- Broche de la Cruz de Hierro 2.ª clase 1914. Otorgada el 12 de septiembre de 1939.
- Broche de la Cruz de Hierro 1.ª clase 1914. Otorgada el 28 de septiembre de 1939.
- Cruz Alemana en Oro. Otorgada el 13 de octubre de 1941.
- Cruz de Caballero con Cruz de Hierro. Otorgada el 12 de julio de 1942.
- Insignia de Asalto de Infantería.
- Medalla del Frente Ruso (1941/2).